# Feldjägertruppe (Bundeswehr)

Stander eines Kompaniechefs einer Feldjägerkompanie in der Waffenfarbe Orange

Die Feldjägertruppe ist die Militärpolizei der Bundeswehr und eine der Truppengattungen des Unterstützungsbereichs. Hauptaufgabe der Feldjäger ist der Feldjägerdienst.

## Geschichte
Nach der Unterzeichnung des Aufstellungsbefehls Nr. 1 für die Bundeswehr am 6. Oktober 1955 durch General Heusinger wurde im ehemaligen Luftwaffenlazarett in Andernach unter anderem eine Militärpolizei-Lehrkompanie aufgestellt. Am 30. Januar 1956 wurde der Begriff „Militärpolizei“ durch den damaligen Staatssekretär Rust durch „Feldjäger“ ersetzt. Die Namensänderung wurde mit der Absicht durchgeführt, um die Zahl der Sicherheitsorgane mit Polizeigewalt (insbesondere derjenigen, die unter Kontrolle des Bundes stehen) bewusst klein zu halten und die Truppe von den zivilen Polizeikräften abzugrenzen. Die Erinnerung an die Zeit des Nationalsozialismus mit ihren ausufernden und mitunter konkurrierenden Sicherheits- und Polizeidiensten in Verbindung mit verfassungsmäßigen Bedenken waren hierfür entscheidend. Auch die bis 1945 gebräuchliche Bezeichnung „Feldgendarmerie“ wurde verworfen, da der Ruf der Feldgendarmerie durch ihre Rolle im NS-Regime diskreditiert war.
Der Begriff „Feldjäger“ hatte ursprünglich nichts mit Militärpolizei zu tun, sondern bezeichnete zunächst eine Art der Jägertruppe. Die Bundeswehr führt die Truppengattungstradition auf das Reitende Feldjägerkorps Friedrichs des Großen (gegründet 1740) zurück.
In der Heeresstruktur II führte jede Division der Bundeswehr je eine Feldjägerkompanie. Die Korpstruppen wurden um einen Feldjägerzug verstärkt. Im Territorialheer wurde je Wehrbereich ein Feldjägerbataillon ausgeplant.
In der Heeresstruktur III wurden die Züge der Korps zu gekaderten Feldjägerbataillonen umgegliedert (aktiv blieb weiter nur ein Zug). Im Gegenzug wurden die Divisionsfeldjägerkompanien verkleinert.
In der Heeresstruktur IV wurden die Feldjäger vom Feldheer vollständig ins Territorialheer umgegliedert. In der Endphase des Kalten Krieges waren Feldjägerbataillone daher in die Wehrbereichskommandos (eines auch in das Territorialkommando Schleswig-Holstein) des Territorialheeres eingegliedert (vgl. dazu Gliederung des Territorialheeres in der Heeresstruktur IV).
Ein Feldjägerbataillon war unmittelbar dem Bundesministerium der Verteidigung nachgeordnet und im Frieden in das Sicherungs- und Versorgungsregiment beim Bundesministerium der Verteidigung eingegliedert (vgl. auch Gliederung des Heeres im Kommandobereich des Heeresamtes in der Heeresstruktur IV).
2002 wurde die Feldjägertruppe des Heeres zur neu aufgestellten Streitkräftebasis abgegeben. Vom Heer zur Streitkräftebasis wechselte zeitgleich auch die Schule für Feldjäger und Stabsdienst, die bis 2002 dem Heeresamt unterstand. In der Streitkräftebasis wurde die Schule dem Streitkräfteamt unterstellt. In der Streitkräftebasis waren die Feldjäger zunächst in mehrere Feldjägerbataillone gegliedert. Die Feldjägerbataillone waren über das gesamte Bundesgebiet disloziert. Die abgesetzten Feldjägerdienstkommandos der Feldjägerbataillone waren jeweils in verschiedenen Standorten angesiedelt. Die Feldjägerbataillone weiter den (in Anzahl und Größe reduzierten) Wehrbereichskommandos unterstellt (vgl. auch Gliederung der Wehrbereichskommandos 2006 bis 2013 mit Auflistung der unterstellten Feldjägerbataillone).
Im Rahmen der Neuordnung der Streitkräfte wurde die Feldjägertruppe 2013 neu geordnet und das Kommando Feldjäger der Bundeswehr neu aufgestellt. Von der früheren Gliederung in Bataillone wurde zugunsten einer Regimentsgliederung abgerückt. Dem Kommando Feldjäger der Bundeswehr unterstehen drei Feldjägerregimenter mit jeweils abgesetzten Feldjägerdienstkommandos. Zusätzlich wurde die Schule für Feldjäger und Stabsdienst unterstellt, so dass alle Feldjäger unter einem Kommando geführt werden. Die Umgliederung fand am 26. September 2013 im Rahmen eines feierlichen Appells am Sitz des Kommando Feldjäger der Bundeswehr in Hannover statt.
Im Jahr 2022 verlangte der Antisemitismusbeauftragte der Bundesregierung die Überprüfung des im Barettabzeichens gezeigten Spruches „Suum Cuique“, da dieser Spruch „Jedem das Seine“ über dem Eingangstor des Konzentrationslagers Buchenwald prangte. Das Bundesministerium für Verteidigung entschied im Juni, dass die Wahl des Sterns mit der Inschrift „Suum Cuique“ für die Feldjägertruppe der Bundeswehr einen bewussten Bruch mit der Militärpolizei im Dritten Reich und somit mit dem Nationalsozialismus darstellt. Für die Feldjäger der Bundeswehr sei ihr Abzeichen ein „wichtiges und wertegebundenes Identifikationssymbol im Sinne der freiheitlich-demokratischen Grundordnung“. Daher solle es auch in dieser Form erhalten bleiben.

## Auftrag
Hauptauftrag ist der Feldjägerdienst. Zum Feldjägerdienst zählen der militärische Ordnungsdienst, der militärische Verkehrsdienst, die Wahrnehmung von Sicherheitsaufgaben, Erhebungen/Ermittlungen und der Raum- und Objektschutz.

### Militärischer Ordnungsdienst
Der Militärische Ordnungsdienst soll die Vorgesetzten beim Überwachen, Aufrechterhalten und Wiederherstellen der Disziplin und soldatischen Ordnung unterstützen. Die Feldjäger verstehen sich ebenso als zentrale Ansprechstelle für alle Soldaten, die Hilfe benötigen. Darunter fallen folgende Aufgaben: Feldjägerstreifendienst, Einsatz bei Großveranstaltungen mit militärischer Beteiligung, Kontrollen in militärischen Liegenschaften, Unterstützen der Wehrdienstgerichte und sonstiger Justizorgane, Mitwirken beim Sammeln und Rückführen von Versprengten hinter eigenen Linien und von in Gewahrsam genommenen Personen, Mitwirken beim Sammeln und Transport von Kriegsgefangenen.

### Militärischer Verkehrsdienst

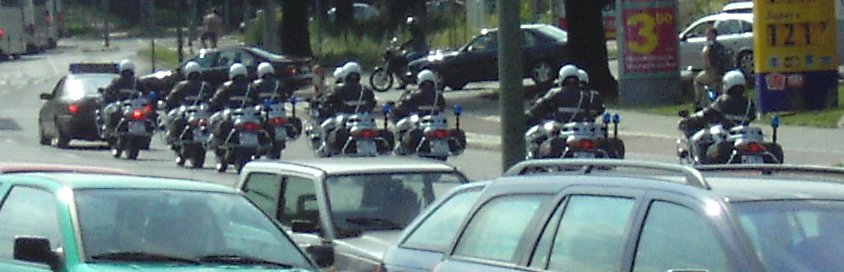
Motorradstaffel der Feldjäger

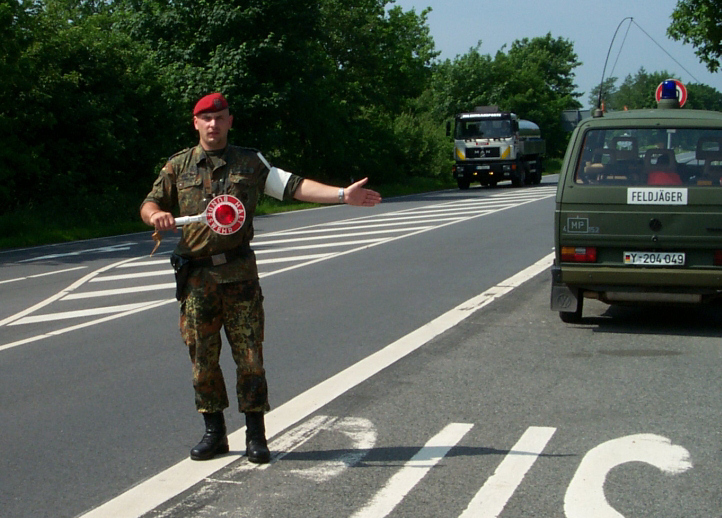
Feldjäger bei einer Verkehrskontrolle

Der Militärische Verkehrsdienst beinhaltet die Überwachung und Regelung des militärischen Straßenverkehrs und erfolgt in enger Zusammenarbeit mit der Polizei. Die Kontrollen dienen der Sicherheit im Straßenverkehr sowie der Abwehr von Gefahren für die Streitkräfte. Der Militärische Verkehrsdienst gliedert sich in die Aufgaben: Erkunden und Kennzeichnen von Straßen, Aufnahme von Verkehrsunfällen mit Bundeswehrbeteiligung, militärische Verkehrskontrollen, militärische Verkehrsregelung, Begleiten und Kontrolle von militärischen Gefahrgut- oder Großraumtransporten, Planen und Überwachen des militärischen Straßenverkehrs – ab Ebene eines Großverbandes durch einen Stabsoffizier der Feldjäger im Stabsdienst (Divisionsverkehrsführer), Einrichten eines Verkehrsleitnetzes inklusive Verkehrsleitpunkte, Regeln des Verkehrs im Spannungs- und Verteidigungsfall, soweit dies für die Erfüllung des Verteidigungsauftrages erforderlich ist.

### Wahrnehmung von Sicherheitsaufgaben
Bei der Wahrnehmung von Sicherheitsaufgaben werden Feldjäger eingesetzt, um Straftaten gegen die Bundeswehr zu verhindern und rechtswidrige Störungen der dienstlichen Tätigkeit zu beseitigen. Darüber hinaus können sie auch mit dem Schutz verbündeter Streitkräfte beauftragt werden. Feldjäger leisten außerdem Personen- und Begleitschutz für gefährdete Bundeswehrangehörige. Es gibt folgende Sicherheitsaufgaben: Absicherung von Operationszentralen in Gefechtsständen von Großverbänden, Personen- und Begleitschutz, Eskorten- und Lotsendienst, Absicherung von Besprechungen, Ausstellungen und Vorführungen, Überwachen von Liegenschaften der Bundeswehr, Mitwirken beim Schutz von Objekten, Schutz von Transporten sowie der Schutz von Veranstaltungen der Bundeswehr in der Öffentlichkeit (zum Beispiel Feierliche Gelöbnisse).

#### Wachdienst
Angehörige der Feldjägertruppe sind, sofern sie nicht zu Lehrgängen abkommandiert sind, vom Wachdienst befreit, da sie diese Aufgaben im erweiterten Sinne außerhalb des Standortbereiches übernehmen.

### Erhebungen und Ermittlungen
Der Aufgabenschwerpunkt Erhebungen und Ermittlungen umfasst die Aufnahme von folgenschweren Unfällen aller Art (Verkehrsunfälle, Luftfahrzeugunfälle sowie Unfälle mit Todesfolge von Soldaten), das Feststellen und Dokumentieren von Sachverhalten in dienstlichem Interesse, das Mitwirken bei der Aufklärung von Dienstvergehen (auf Ersuchen von Disziplinarvorgesetzten durch Spurensicherung und Sammeln sonstiger Hinweise) sowie die Suche nach unerlaubt bzw. eigenmächtig abwesenden und fahnenflüchtigen Soldaten. Hierfür werden in der Regel speziell ausgebildete Feldwebeldienstgrade in den jeweiligen Feldjägerdienstkommandos bereitgehalten.

### Raum- und Objektschutz

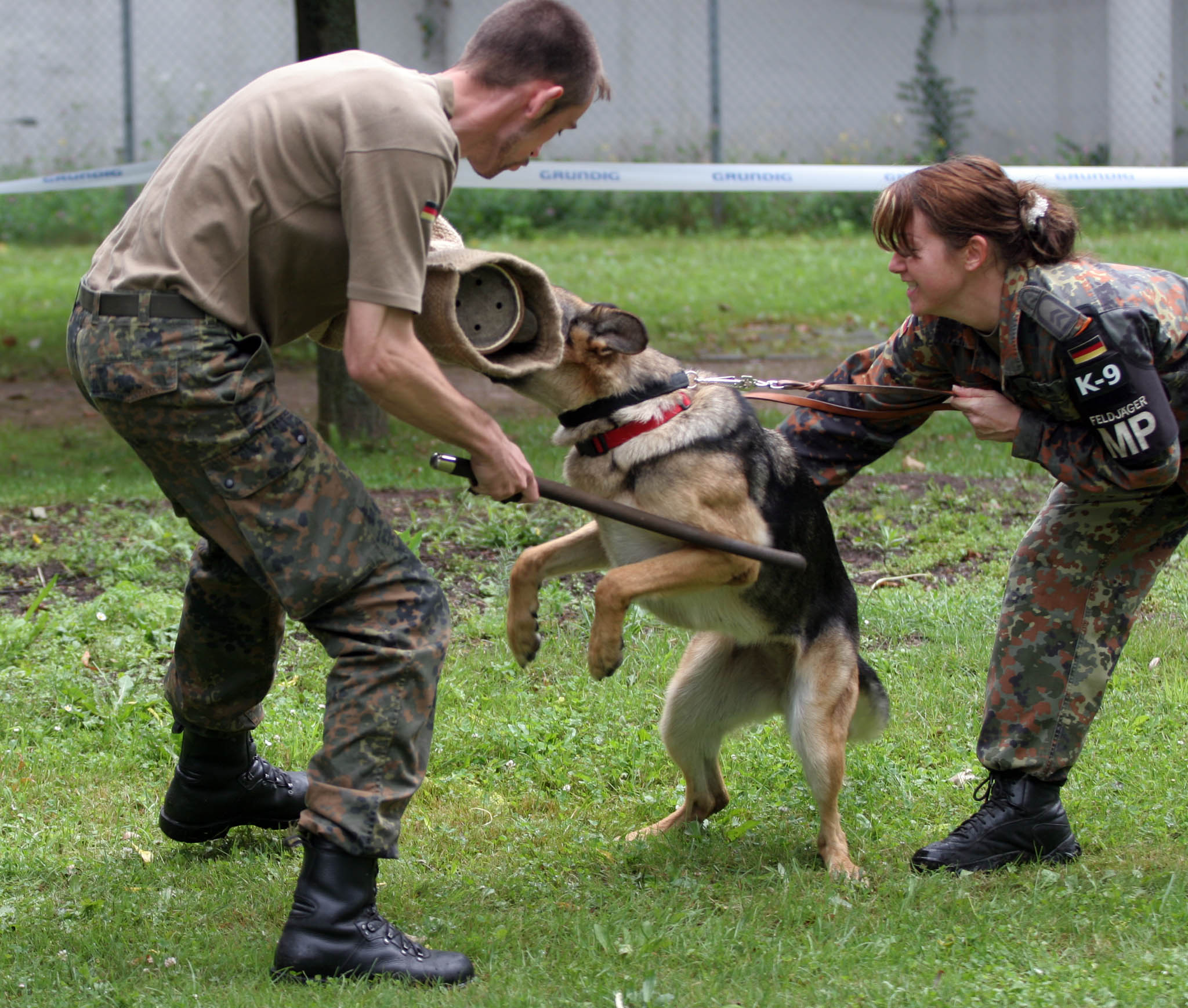
Zwei Feldjäger mit Diensthund bei einer öffentlichen Vorführung.

Feldjäger wirken ebenfalls beim Schutz rückwärtiger Gebiete mit. Feldjägerkräfte können dabei in besonderen Lagen, zum Beispiel im Verteidigungsfall, in rückwärtigen Gebieten der Kampfzone zum Schutz von Objekten sowie zur Bekämpfung von Feindkräften beitragen. Feldjäger unterstützen den Schutz von besonders eingestuften Objekten, wie Gefechtsständen oder anderen Kommandobehörden durch Überwachung, Objektkontrollen oder Sicherung. Sie unterstützen weiterhin beim Schutz von Räumen die Maßnahmen der zuständigen Kommandobehörden, in ausländischen Einsatzgebieten der zuständigen Kommandeure. Dies dient dazu, Räume im nationalen Operationsgebiet wegen ihrer Bedeutung in eigener Hand zu behalten oder zu kontrollieren. Dabei sollen sie Einsätze des Gegners oder irregulärer Kräfte verhindern und die Zivilbevölkerung oder dort befindliche Anlagen und Einrichtungen vor dem Zugriff oder den Einwirkungen von Feindkräften schützen. Im Rahmen des Raum- und Objektschutzes können Diensthunde der Feldjägertruppe eingesetzt werden, um bei einer entsprechenden Verdachtslage Täter und Mittel (z. B. Sprengstoffe oder Waffen) aufzuspüren.
Eine weitere Aufgabe des Raum- und Objektschutzes ist die Zugriffsdurchsuchung durch spezialisierte Zugriffskräfte, welche aber nicht mit den Zugriffskräften des Kommando Spezialkräfte (KSK) verwechselt werden dürfen. Sie dient, ähnlich dem polizeilichen Zugriff, der Festnahme von Straftätern und der systematischen Suche nach Kriegsmaterial oder verbotenen Gegenständen.

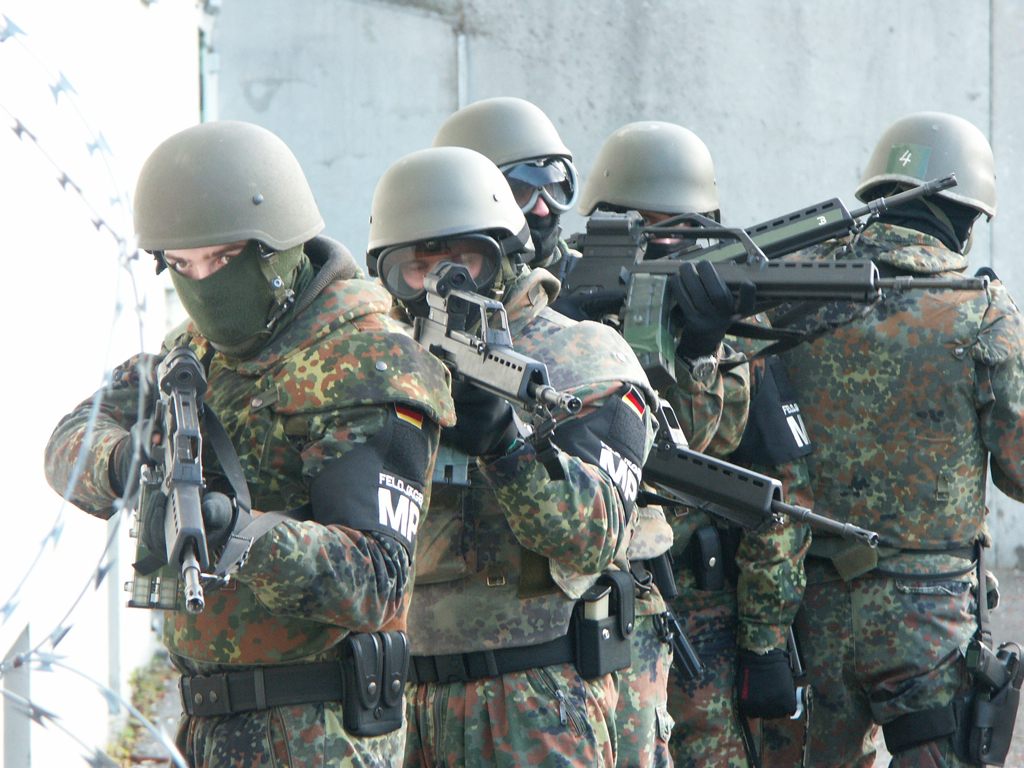
Feldjäger bei einer Zugriffsdurchsuchungsübung

#### Einsatz bei unfriedlichen Menschenansammlungen

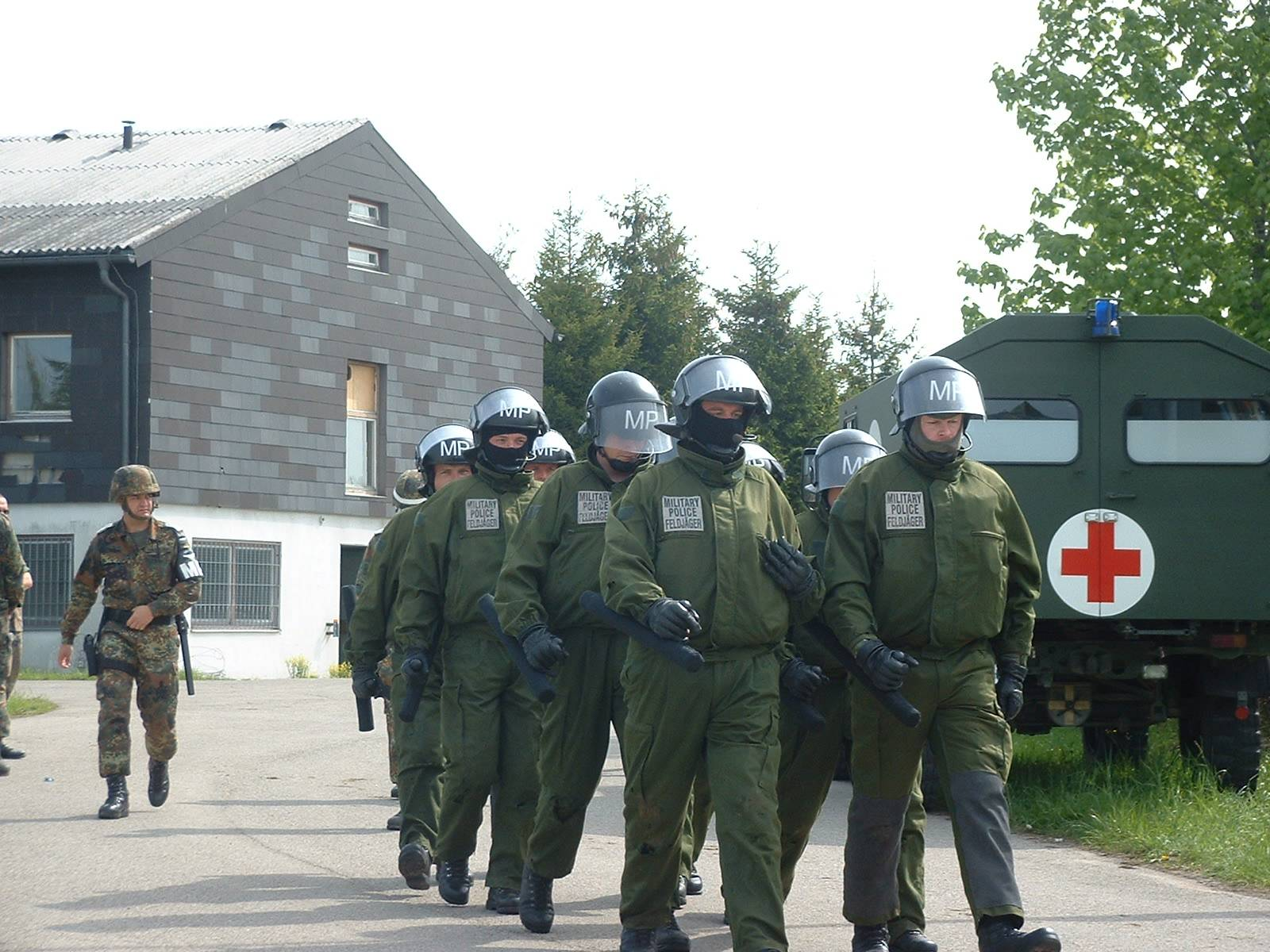
CRC-Greiftrupp

Die Kontrolle von Menschenmengen und gewalttätigen Ausschreitungen oder auch Crowd and Riot Control (CRC) ist eine ebenfalls im Raum- und Objektschutz angesiedelte Aufgabe der Feldjägerkräfte. Hierbei werden speziell ausgebildete Feldwebeldienstgrade eingesetzt, um in Zusammenarbeit mit ebenfalls ausgebildeten Soldaten anderer Teilstreitkräfte, unter anderem den Marine- und Luftwaffensicherungskräften, unfriedliche Demonstrationen zu unterbinden. Seit 2006 stellen fünf Feldjägerkompanien einen CRC-Zug, üblicherweise sind dies die 4. Züge der jeweiligen Kompanien. In diesem werden Mannschaftssoldaten mit der Spezialisierung CRC ausgebildet. Das Hauptaugenmerk solcher Einsätze liegt bei Peace Support Operations (PSO) der Bundeswehr, da sich dortige Demonstrationen sehr oft gegen die militärischen Einrichtungen der ausländischen Truppen richten. Andererseits kommen die Kräfte auch im Inland – zum Beispiel bei der Räumung von durch Demonstranten blockierten Kasernenzufahrten – zum Einsatz. Im Rahmen der CRC werden ebenfalls speziell ausgebildete Feldwebeldienstgrade in Greif- und Rückholtrupps eingesetzt, die die identifizierten Rädelsführer der unfriedlichen Demonstrationen gezielt fassen und festsetzen sollen.

## Ausbildung
Die truppengattungsspezifische und lehrgangsgebundene Ausbildung findet an der Schule für Feldjäger und Stabsdienst der Bundeswehr in Hannover statt. Für die Feldjägertruppe ist insbesondere die Lehrgruppe A zuständig, während die anderen Teile vorrangig Lehrgänge des allgemeinen Stabsdienstes mit Schwerpunkt auf das Personalmanagement durchführen.

## Organisation

### Einordnung
Die Feldjägertruppe ist eine Truppengattung der Streitkräftebasis. Am 4. April 2024 kündigte Bundesminister der Verteidigung Boris Pistorius an, dass die Feldjägertruppe zukünftig Teil des neuen Unterstützungsbereichs werden wird, in dem die Streitkräftebasis aufgeht.
Da das Konzept der Truppengattung ursprünglich ein Organisationsprinzip des Heeres war und dieses später von der Streitkräftebasis weitergeführt wurde, zählen streng genommen nur Heeresuniformträger zur Feldjägertruppe. In den Truppenteilen der Feldjägertruppe dienen tatsächlich fast ausnahmslos Heeresuniformträger. Da aber das Konzept der Truppengattungen in der Streitkräftebasis in vielerlei Hinsicht „nur halbherzig“ weitergeführt wurde und Personal für Truppenteile der Streitkräftebasis häufig aus allen drei Uniformträgerbereichen stammt, stammen auch Soldaten der Truppenteile der Feldjägertruppe nicht ausschließlich aus dem Bereich Heeresuniformträger. Diese werden aber streng genommen nicht der Truppengattung Feldjägertruppe zugeordnet, sondern einem Dienstbereich der Luftwaffe oder einer Verwendungsreihe der Marine.
Während der Zugehörigkeit zum Heer wurde die Feldjägertruppe zu den Führungstruppen gezählt.
Die Feldjägertruppe nimmt als Führungstruppe militärpolizeiliche Aufgaben wahr, ist jedoch keine Polizei im eigentlichen Sinn, wie etwa die Bundespolizei oder die Polizeien der Länder. Feldjäger besitzen im Frieden keine Weisungsbefugnis gegenüber Zivilisten, es sei denn, diese halten sich in einem militärischen (Sicherheits-)Bereich auf oder es ist zur Aufgabenerfüllung zwingend notwendig (z. B. Einrichtung eines militärischen Sicherheitsbereichs). Damit liegen die Befugnisse der Feldjäger weit hinter denen ausländischer Militärpolizeien.
Seit dem Beginn der Teilnahme der Bundeswehr an multinationalen Auslandseinsätzen (UNOSOM, spätestens aber IFOR) kann – zumindest äußerlich – die Angleichung der Feldjägertruppe an das Bild einer „Militärpolizei“, beobachtet werden.
Auftrag der Feldjägertruppe ist u. a. die Verkehrsleitung und Verkehrskontrolle aller Truppenteile und Teilstreitkräfte auf Marschstraßen – insbesondere im Verteidigungsfall. Der Divisionsverkehrsführer, ein Feldjägerstabsoffizier, erstellt die Marschplanung seines Großverbandes auf den zugewiesenen Marschstraßen.
Jeder Division waren früher für die Aufgaben der Feldjägertruppe ein Feldjägerbataillon unterstellt, von dem jeder unterstellten Brigade je ein Feldjägerzug zugewiesen wurde. Weitere nicht aktive Feldjägerbataillone waren vormals dem Territorialheer zur Überwachung und Sicherung des Rückwärtigen und tiefen Versorgungsraumes im Rahmen des GDP unterstellt. Ausnahme bildete die 1. Luftlandedivision der nur die Luftlande-Feldjägerkompanie 9 unterstellt war.
Die Feldjägertruppe errichtet und betreibt im Verteidigungsfall die Kriegsgefangenensammelpunkte und übernimmt zusammen mit der Sicherungstruppe deren Bewachung. Bei der Erfassung, Befragung und Bewachung von Kriegsgefangenen wirkt die Feldjägertruppe teils mit den Feldnachrichtenkräften der Heeresaufklärungstruppe zusammen.

### Truppenteile
Alle Truppenteile der Feldjägertruppe sind im Kommando Feldjäger der Bundeswehr gebündelt. Das Kommando Feldjäger der Bundeswehr untersteht wiederum dem Kommando Territoriale Aufgaben der Bundeswehr, das eines der 2013 neu aufgestellten Fähigkeitskommandos der Streitkräftebasis ist. Das Kommando Feldjäger führt folgende Truppenteile:
| #                                                                                | Bezeichnung                                           | Ort      | Verband                           | Bemerkung |
| -------------------------------------------------------------------------------- | ----------------------------------------------------- | -------- | --------------------------------- | --- |
| Internes Verbandsabzeichen Feldjägerregiment 1                                   | Feldjägerregiment 1                                   | Berlin   | Kommando Feldjäger der Bundeswehr | Nimmt besondere Aufgaben im Protokollarischen Dienst wahr. Abgesetzte Feldjägerdienstkommandos in Ostdeutschland und Norddeutschland. |
| Internes Verbandsabzeichen Feldjägerregiment 2                                   | Feldjägerregiment 2                                   | Hilden   | Kommando Feldjäger der Bundeswehr | Abgesetzte Feldjägerdienstkommandos in West- und Nordwestdeutschland sowie Hessen und Rheinland-Pfalz.                                |
| Internes Verbandsabzeichen Feldjägerregiment 3                                   | Feldjägerregiment 3                                   | München  | Kommando Feldjäger der Bundeswehr | Abgesetzte Feldjägerdienstkommandos in Süddeutschland und Thüringen.                                                                  |
| Internes Verbandsabzeichen Schule für Feldjäger und Stabsdienst der Bundeswehr   | Schule für Feldjäger und Stabsdienst der Bundeswehr   | Hannover | Kommando Feldjäger der Bundeswehr | |
| Internes Verbandsabzeichen Wachbataillon beim Bundesministerium der Verteidigung | Wachbataillon beim Bundesministerium der Verteidigung | Berlin   | Kommando Feldjäger der Bundeswehr | |

## Ausrüstung

### Waffen
Die Pistole Walther P1 wurde bis 2011 in Verbindung mit dem Weißzeug beim protokollarischen Dienst getragen. Sie wurde durch die HK P8 abgelöst, die die Standard-Dienstpistole der Bundeswehr geworden ist und mit dem, ebenfalls neu eingeführten, Schwarzzeug verwendet wird. Feldjäger mit der Spezialisierung Personenschutz tragen eine kompaktere HK P30. Für den allgemeinen Gefechtsdienst verfügen die Feldjäger über das HK G36, das Maschinengewehr MG3 und die Panzerfaust 3.
Bei Personenschutz- oder Zugriffseinsätzen von spezialisierten Feldjägerkräften kommen die Maschinenpistole HK MP7 (früher HK MP5k) sowie das Sturmgewehr HK G36k mit Reflexvisier und Laserlichtmodul LLM01 zum Einsatz. Für mehr Feuerkraft wird des Weiteren im Auslandseinsatz das Sturmgewehr G36 mit dem Granatwerfer AG36 verwendet. Präzisionsschützen sichern und überwachen mit dem G22 und dem G28 Personenschutz-/CRC-Einsätze, sowie die Zugriffskräfte bei Festnahmen von Straftätern. Zur Bewaffnung von Zugriffskräften gehört auch die Vorderschaftrepetierflinte Remington 870 mit Flintenlaufgeschossen.
Mit der Granatpistole HK69 werden bei CRC-Einsätzen durch den NLW-Trupp Gummigeschosse oder CS-Granaten verschossen.
Beim Feldjägerdienst im Inland kommt das Reizstoffsprühgerät RSG 4 und der Rettungsmehrzweckstock (RMS) als Hilfsmittel der körperlichen Gewalt, bei CRC-Einsätzen das RSG 8 zum Einsatz.

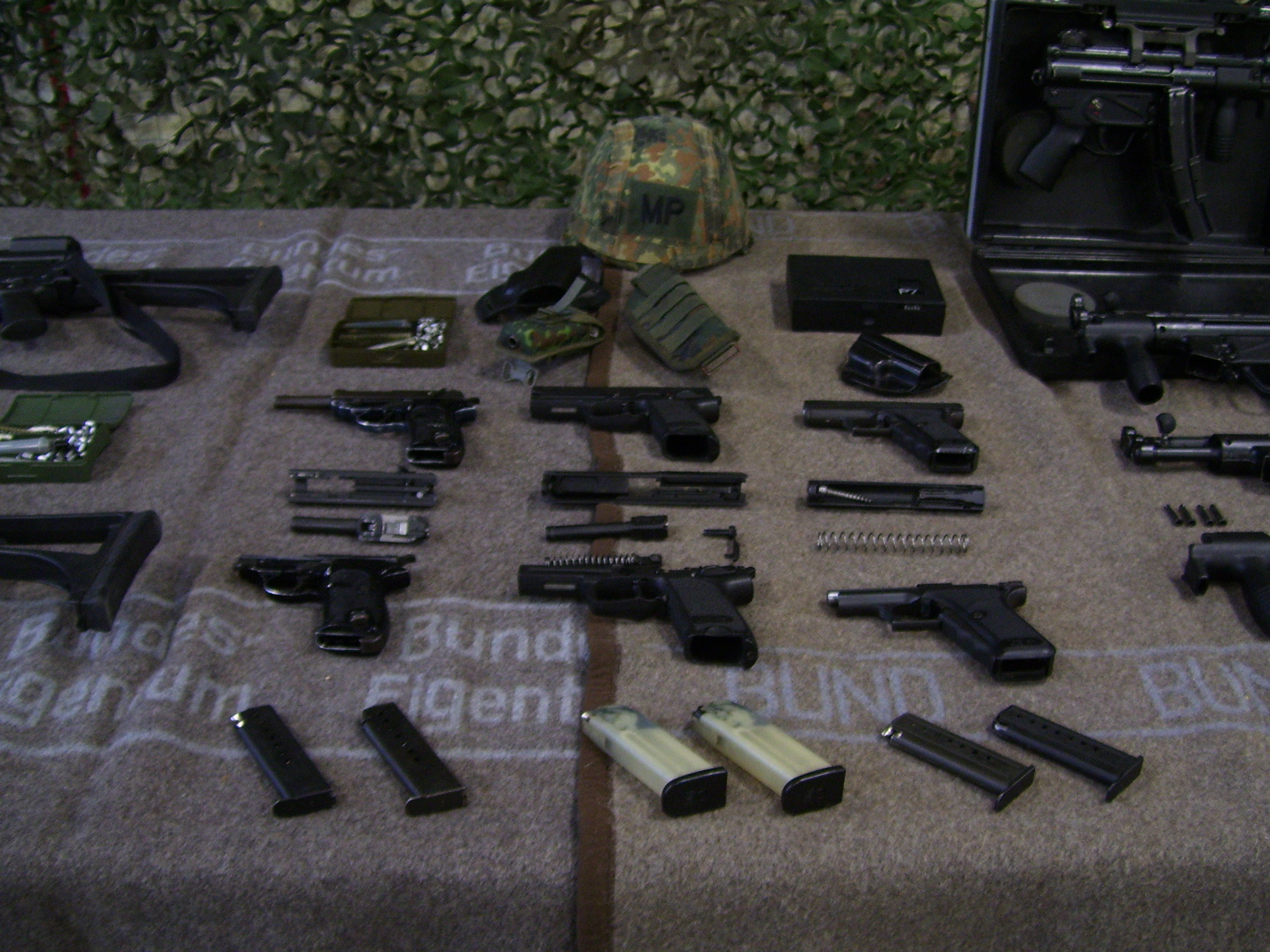
Handwaffen Walther P1 – HK P8 – HK P7
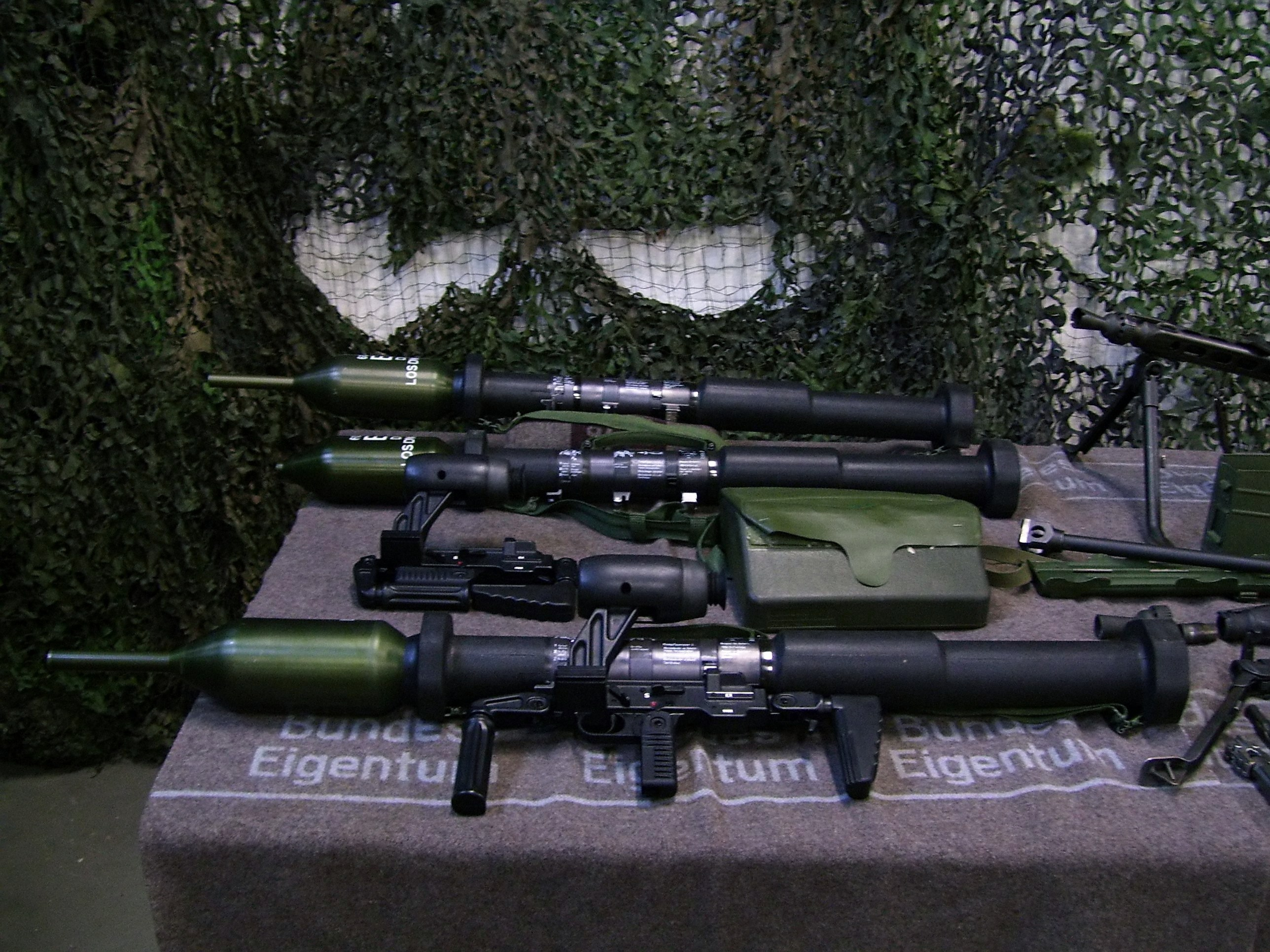
Panzerfaust Panzerfaust 3

### Fahrzeuge
Die Feldjägertruppe verfügt über fast alle gängigen Fahrzeuge, die in der Bundeswehr genutzt werden. Zusätzlich sind vereinzelt noch VW-Funkbusse (Typ T3 und T4) für Fernmeldeaufgaben und Mercedes-Benz Unimog für Transport- und Unterstützungsaufgaben vorhanden. Transportaufgaben leistet der Lastkraftwagen vom Typ MAN TGA, teilweise mit eingerüsteter Signalanlage, der die älteren Lastkraftwagen verschiedener Typen nach und nach ersetzt. Als Streifenfahrzeuge im Inland dienen der Mercedes-Benz Vito in oliv/weiß oder oliv mit 4×4-Antrieb, der VW T5 und T6 – ebenfalls in oliv/weiß oder oliv mit 4×4-Antrieb und der geländegängige Nissan Patrol. Im Auslandseinsatz kommen neben dem sondergeschützten SSA Wolf der ATF Dingo und der TPz Fuchs zum Einsatz. Für mögliche CRC-Einsätze im Ausland wurde der Mowag Duro 3/Yak beschafft. Im Eskortendienst wurden die Motorräder BMW K 75 im Jahre 2004 von der BMW R 1150 RT bzw. der BMW R 1200 RT abgelöst. Die Motorräder sind mit Signalanlage, Funk und ABS ausgerüstet. Weiterhin sind die Feldjäger für Fahrten im Gelände mit KTM 400 LS-E Military ausgestattet. Zu Marschbegleitungen stehen Fahrzeuge mit Wechselverkehrszeichenanlage zur Verfügung. CRC-Einheiten der Feldjäger können auch zur Aufstandsbekämpfung auf den Duro 3 mit einem speziellen Rüstsatz als Wasserwerfer zurückgreifen.

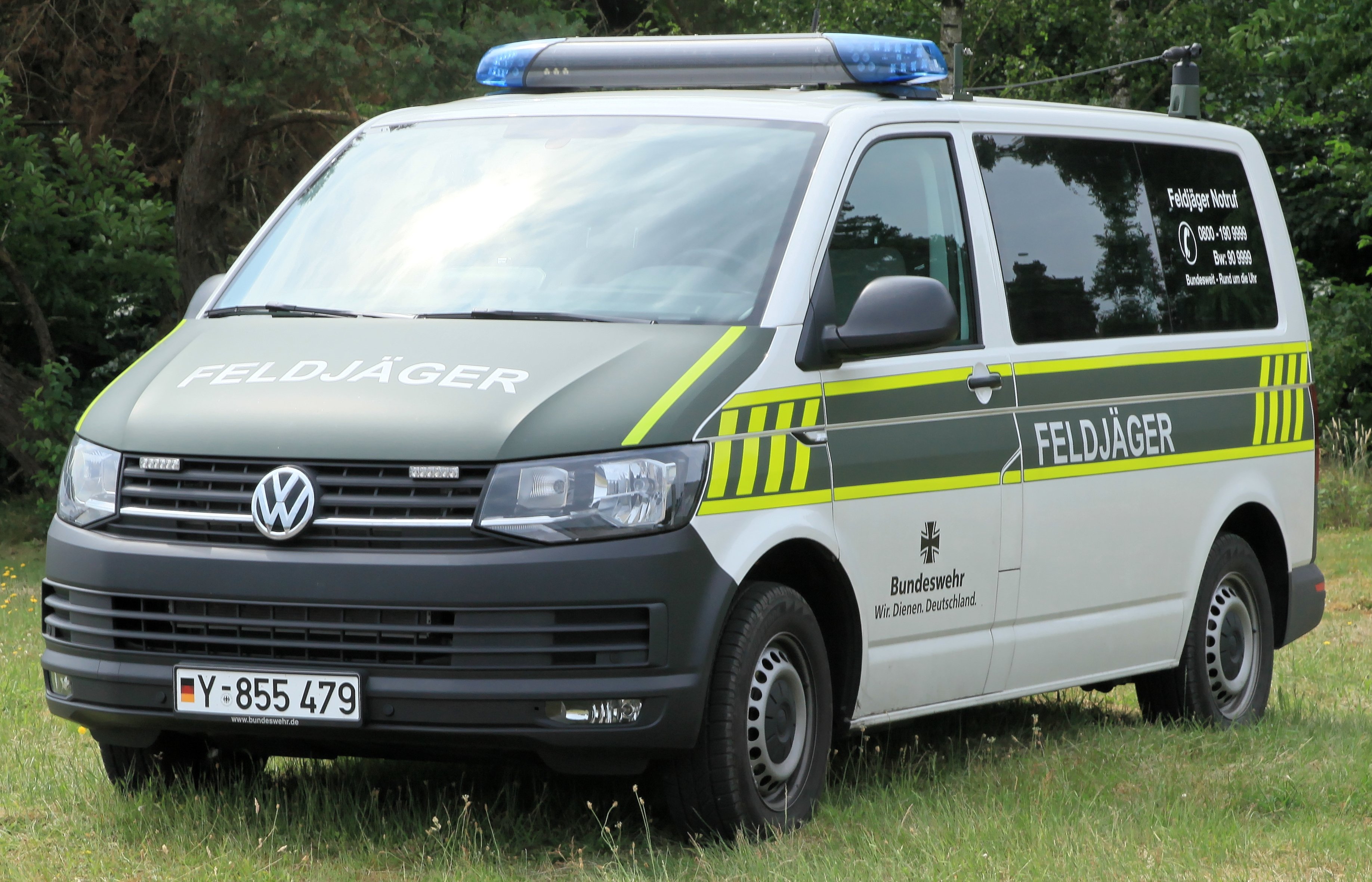
VW T6 Streifenfahrzeug
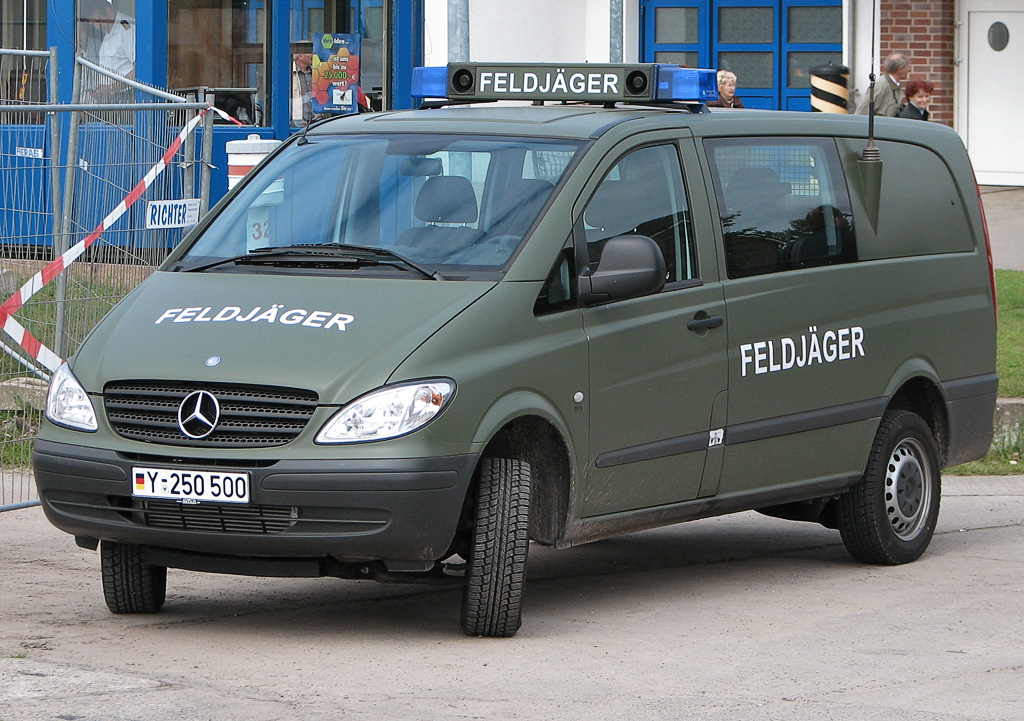
Mercedes-Benz Vito Geländegängiges Streifenfahrzeug
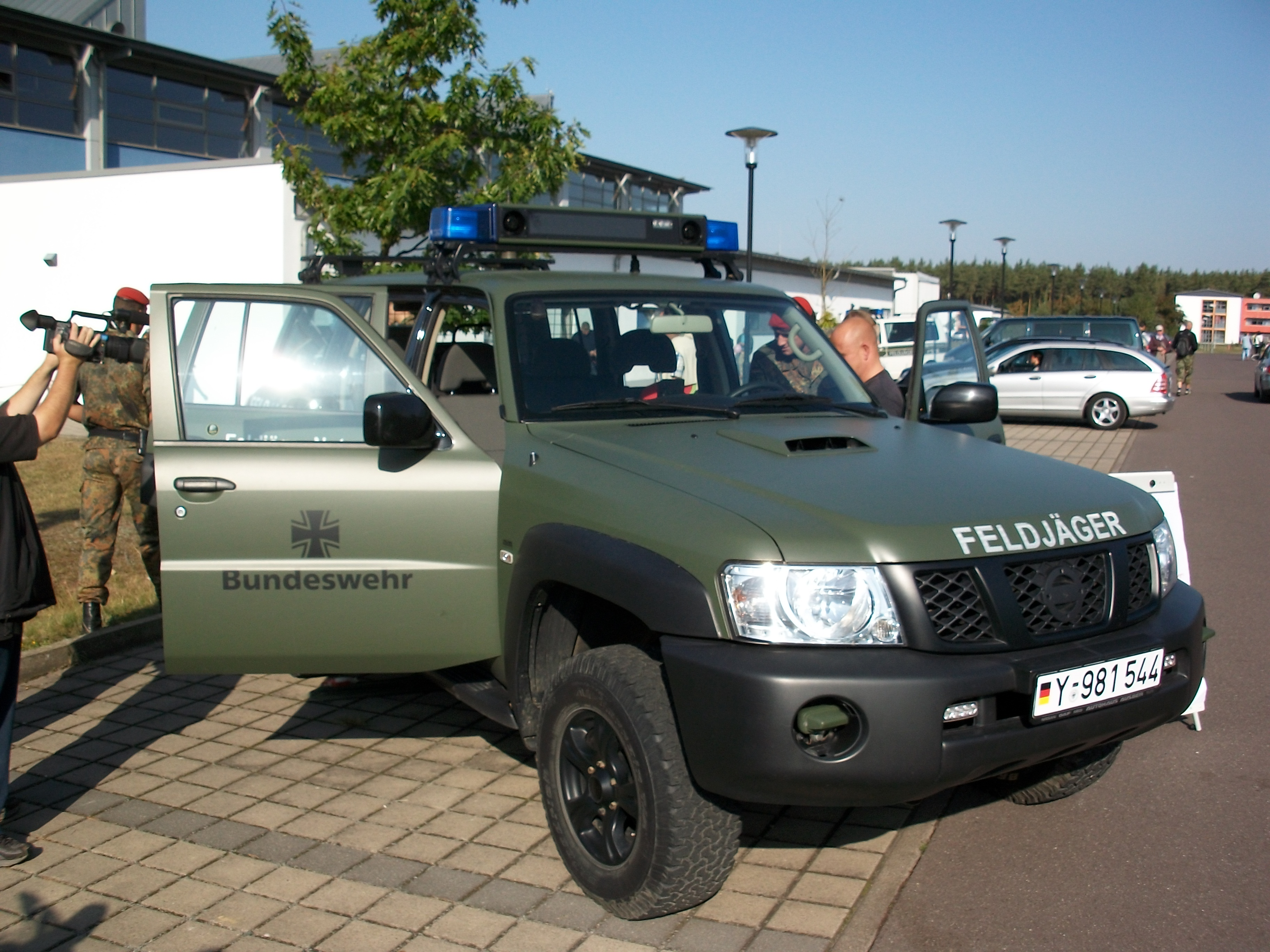
Nissan Patrol Geländegängiges Streifenfahrzeug
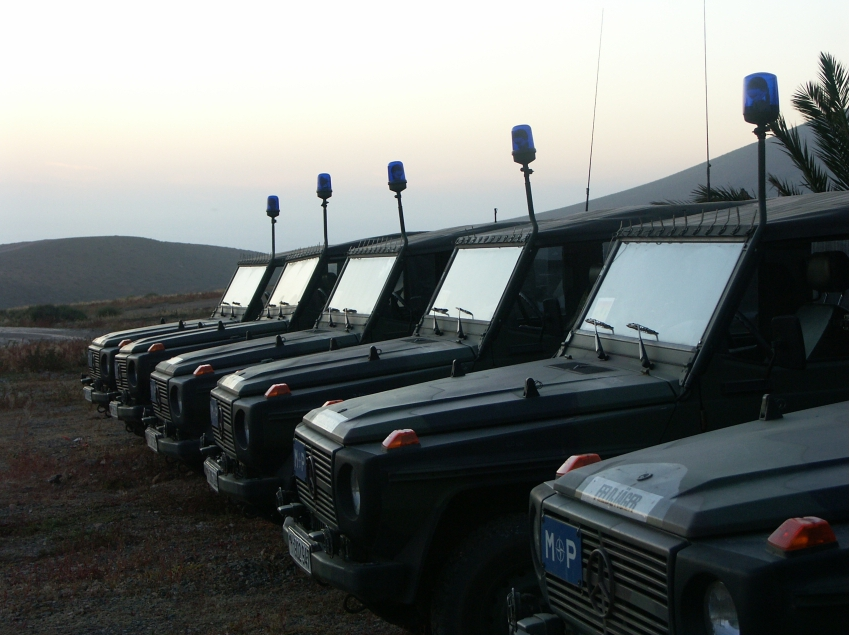
Wolf Einsatzfahrzeug
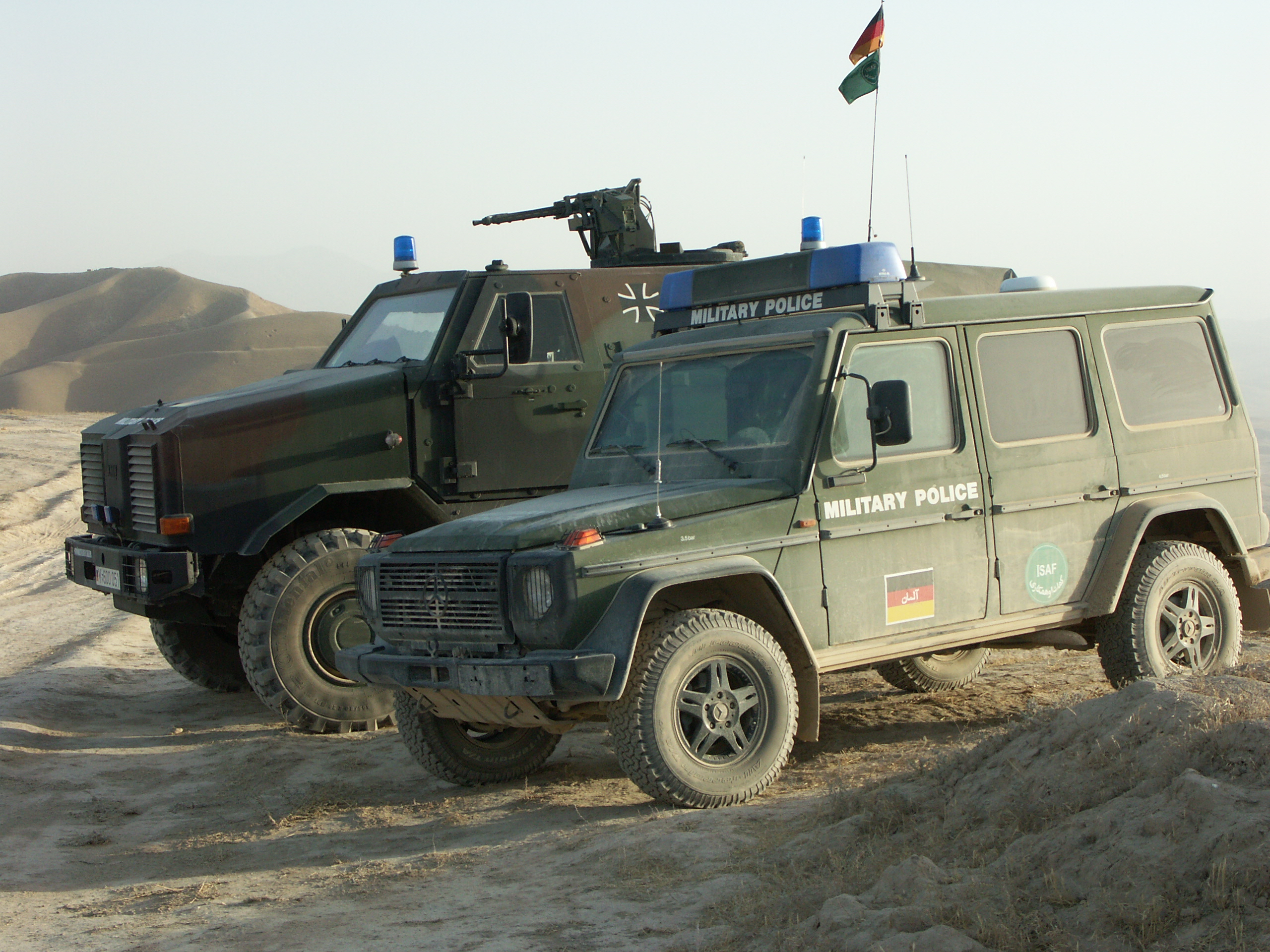
DINGO I und Wolf SSA (Sonderschutz-Ausstattung) Einsatzfahrzeuge
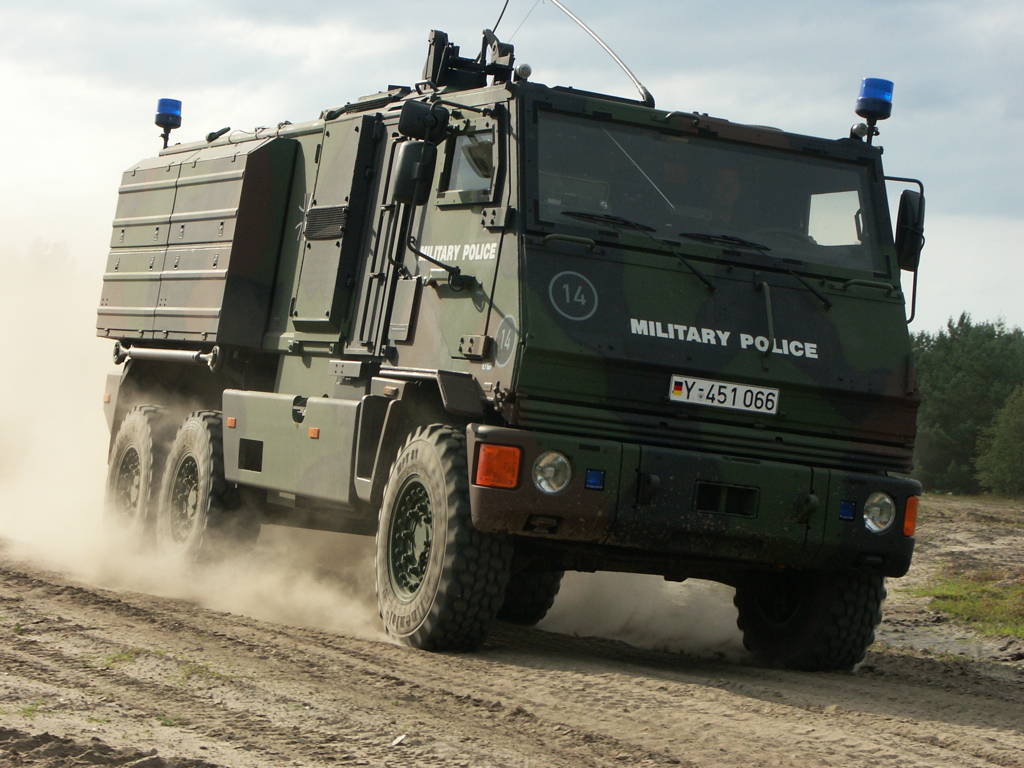
Mowag Duro 3/Yak Einsatzfahrzeug
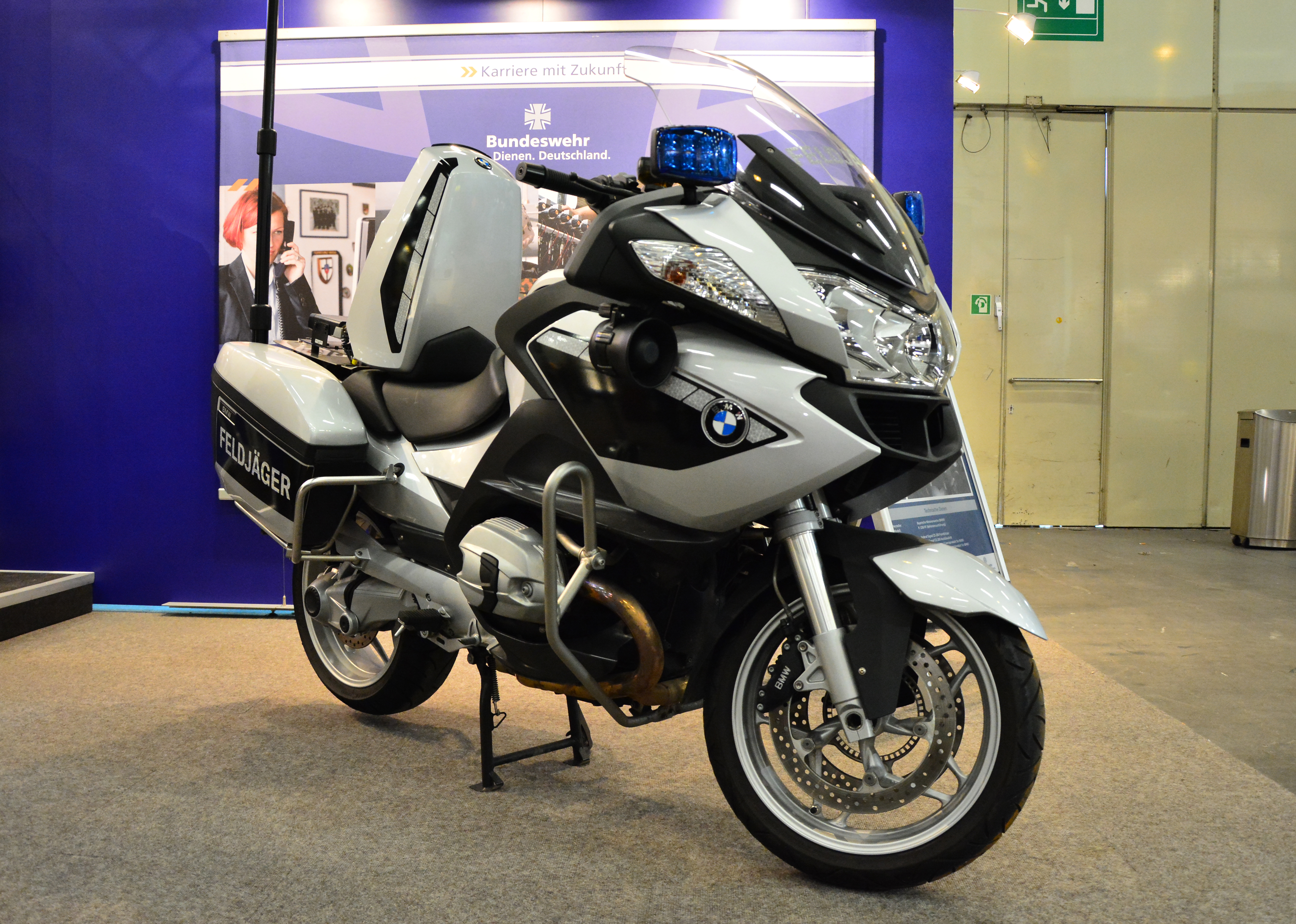
BMW R 1200 RT
Enduro-Motorrad der Feldjäger – BMW F850 GS (2019)

### Uniformen

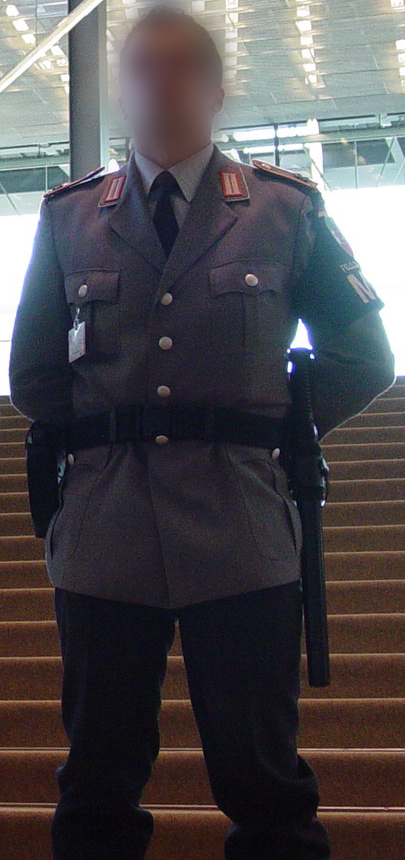
Ein Feldjäger im Dienstanzug zur Absicherung einer Bundeswehr-Veranstaltung

Die Feldjägertruppe umfasst im engeren Sinn ausschließlich Heeresuniformträger. Daher tragen Feldjäger bis auf wenige Besonderheiten die gewöhnliche Heeresuniform der Bundeswehr. Größte Besonderheit ist das Schwarz- und Weißzeug.

#### Schwarz- und Weißzeug
Je nach Einsatzart wird das sogenannte Weißzeug (weißes Koppel mit Gurt über die rechte Schulter und weiße Armbinde) getragen. Die weiße Pistolentasche für die Pistole Walther P1 hängt auf der linken Seite des Koppels. Das Weißzeug wurde inzwischen durch das „Schwarzzeug“ ersetzt, wobei jenes bei der Feldjägertruppe für protokollarischen Dienst in der Öffentlichkeit, wie etwa dem Großen Zapfenstreich und dem Eskortendienst erhalten bleibt. Die Eskortenfahrer tragen zusätzlich zum Weißzeug weiße Stulpenhandschuhe. Auf der schwarzen Armbinde des neuen Schwarzzeuges, welche sich an der Ausrüstung der Militärpolizei anderer Länder orientiert, befindet sich ein großer MP-Schriftzug und darüber etwas kleiner der Schriftzug „Feldjäger“. Des Weiteren besteht die Möglichkeit, auf der Armbinde die Bataillonszugehörigkeit durch einen Klettaufnäher zu kennzeichnen. Das Schwarzzeug besteht zudem aus einem schwarzen Koppel mit schwarzem Pistolenholster für die Pistole P8, Handschließentasche, RMS-Halter und weiterer Befestigungsmöglichkeiten für Ausrüstungsgegenstände.

#### Waffenfarbe und Barett
Die Waffenfarbe der Feldjägertruppe ist Orange. Feldjäger tragen ein korallenrotes Barett. Truppengattungsabzeichen ist der preußische Gardestern mit der lateinischen Umschrift „suum cuique“ (deutsch: „Jedem das Seine“). Es handelt sich ursprünglich um den Bruststern des Schwarzen Adlerordens.

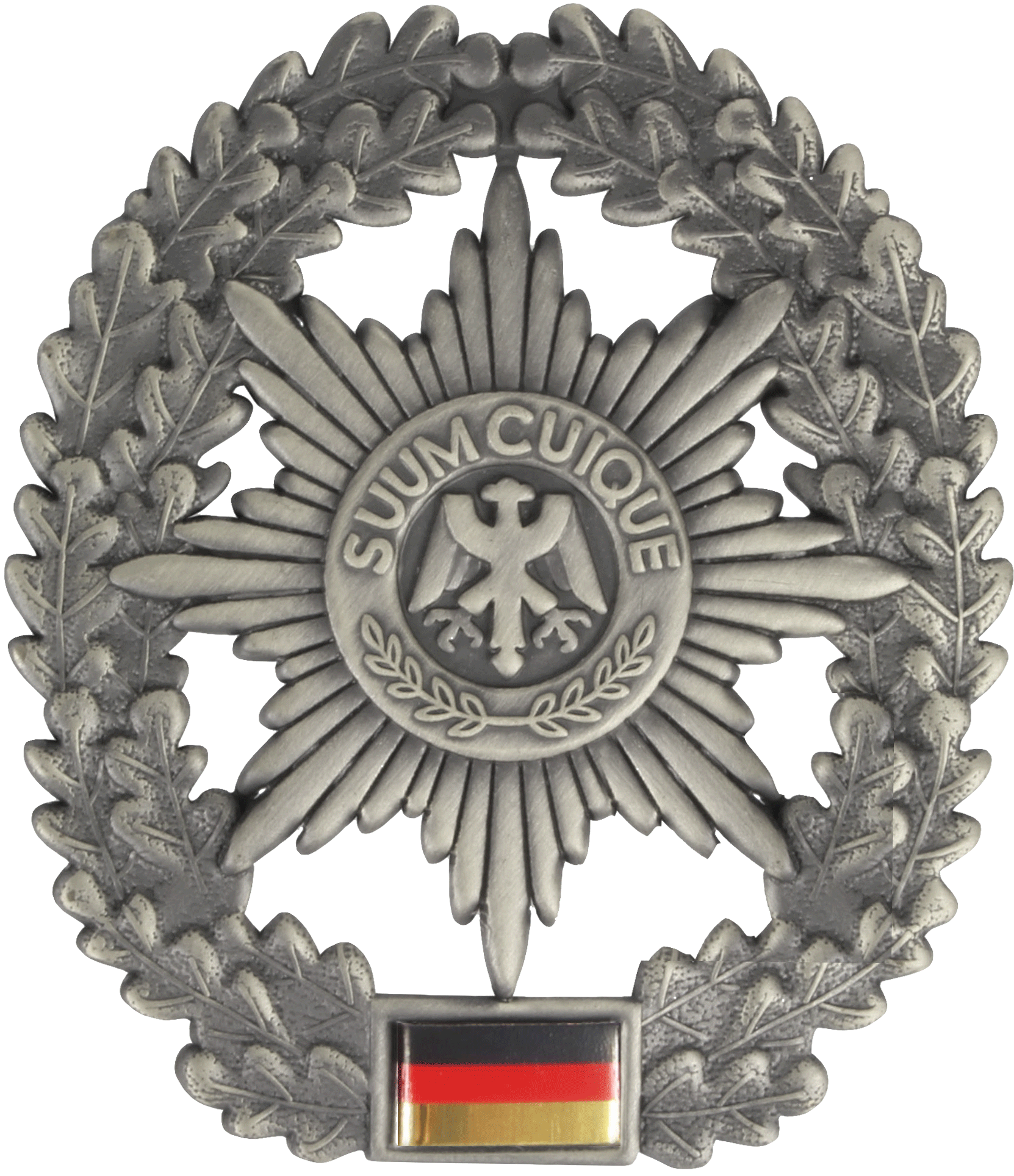
Barett-/ Truppengattungsabzeichen
Kragenspiegel in der Waffenfarbe Orange
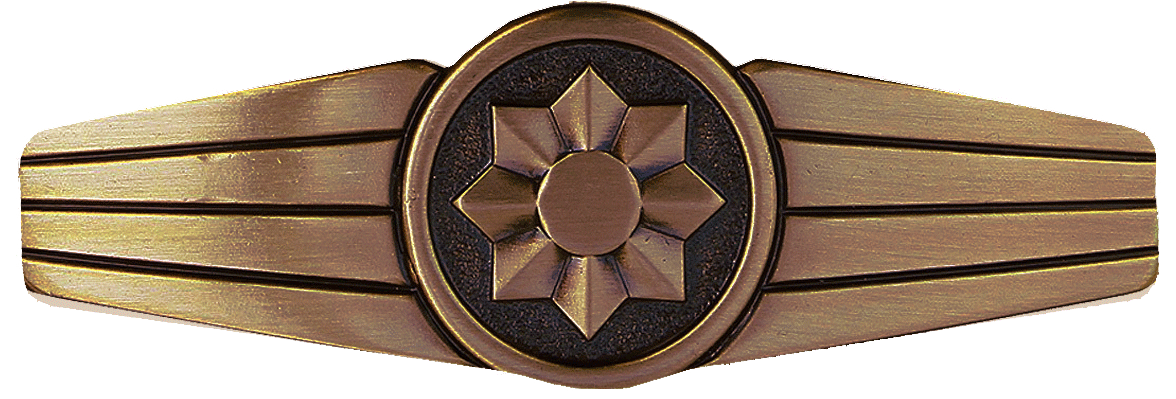
Tätigkeitsabzeichen Feldjäger
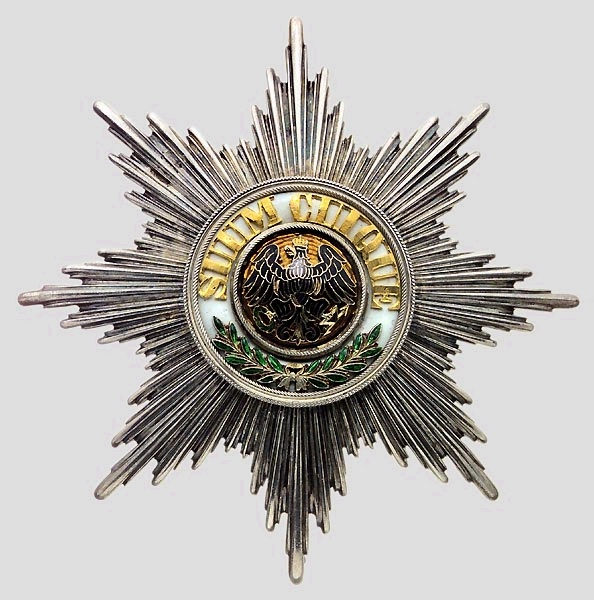
Zum Vergleich: Stern des Schwarzen Adlerordens